# تشار بي1
تشار بي1 (بالفرنسية: Char B1)‏ دبابة فرنسية خفيفة أنتجت في الثلاثينيات من القرن العشرين وشاركت في الحرب العالمية الثانية في معارك الجبهة الغربية.